# Gê-tupí-carib
La hipòtesis gê-tupí-carib s una proposta recent de família de llengües que estaria formada per les llengües macro-gê, les llengües tupí i les llengües carib d'Amèrica. Aryon Rodrigues (2000) va basar aquesta proposta en patrons morfològics compartits. En una proposta anterior, Rodrigues (1985) també havia proposat una família lingüística Tupí-Carib.

## Història
El lingüista Joseph Greenberg va proposar que existia una relació filogenètica entre el macro-gê, el macro-pano-takana, i el carib. No obstant això, aquesta proposta encara que va ser acollida inicialment amb interès, no va ser acceptada majoritàriament una vegada es va revisar l'evidència aportada en favor d'aquesta hipòtesi i la pròpia hipòtesi ameríndia.
A.Rodrigues (2000) va examinar l'evidència disponible i va proposar incloure al macro-tupí però excloure al pano-takana. Eduardo Ribeiro de la universitat de Chicago, que havia treballat sobre les llengües macro-gê i macro-tupí, va trobar més evidència en forma d'irregularitats morfològiques compartides entre aquests dos grups, que també semblaven ser presents a Carib, però no en pano-takano. La presència d'irregularitats comunes és un fort indici en favor de la relació filogenètica de les llengües, ja que difícilment pot ser atribuïda a un altre factor que a l'herència comuna de la protollengua, i es considera altament improbable que sigui el resultat de préstecs o atzar.
Viegas Barros (2005) que mostra que podria existir una relació entre el mataco-guaicurú i les llengües macro-gê, per la qual cosa de confirmar-se tindríem una família encara més extensa.

## Evidències
El següent quadre mostra algunes marques de persona en els grups que putativamente han estat relacionats amb la hipòtesi ye-tupí-caribe
| GLOSSA              | macro- tupí                   | macro- gê  | proto- Carib          | pano      | takana   | mataco- guaicurú |
| ------------------- | ----------------------------- | ---------- | --------------------- | --------- | -------- | ---------------- |
| 1a persona singular | wi-, o-, ɨ- *a-, *sʲe- [TG]   | *ʔi-, yo-  | *ɨwɨ (ind.) *ʧi- (A)  | ʔɨʔ-, e-  | i-, e-   | *y-              |
| 2a persona singular | *e- (A) *né- [TG](O)          | *ʔa-, gʷa- | *m(ɨ)- (A) *a(y)- (O) | mi-       | mi-, me- | *a-              |
| 3a persona singular | *o- [TG](A) *i-, *ts- [TG](O) | *i-, ɛ-    | *kiʧɨ- (A) *k(i)- (O) | haa-, xa- |          | *i-              |
| 1a persona plural   |                               | *ku-       |                       |           |          | *qo-             |
| 2a persona plural   | *pe(ye)-                      | *ka-       |                       |           |          | *qa-             |
| 3a persona plural   |                               |            |                       |           |          |                  |

En el quadre anterior les formes marcades amb (A) es refereixen a les marques d'ergatiu, d'agent o de subjecte actiu, mentre que les formes marcades amb (O) es refereixen a les marques de absolutivo, pacient, experimentador o subjecte passiu. La indicació [TG] es refereix a una construcció basada en el proto-tupí-guaraní.